# Mexikói erdeinimfa
A mexikói erdeinimfa (Eupherusa ridgwayi) a madarak (Aves) osztályának a sarlósfecske-alakúak (Apodiformes) rendjéhez, ezen belül a kolibrifélék (Trochilidae) családjához tartozó faj.

## Rendszerezése
A fajt Edward William Nelson amerikai ornitológus írta le 1900-ban, a Thalurania nembe Thalurania ridgwayi néven.

## Előfordulása
Mexikó nyugati részén honos. Természetes élőhelyei a szubtrópusi vagy trópusi éghajlati övezetben lévő síkvidéki esőerdők és kávéültetvények. Állandó, nem vonuló faj.

## Megjelenése
Testhossza 10 centiméter. A tollazata zöld, fekete szárnyakkal és enyhén villás, kékes-fekete farokkal. A hímnek irizáló kék homloka és smaragd színű torka van.

## Természetvédelmi helyzete
Az elterjedési területe kicsi, egyedszáma 15 000 példány alatti és csökken. A Természetvédelmi Világszövetség Vörös listáján sebezhető fajként szerepel.